# Daniel Emmanuel Couvreu de Deckersberg
Daniel Emmanuel Couvreu de Deckersberg, né le 20 décembre 1756 à Vevey et mort le 22 septembre 1831 dans la même commune, est un homme politique vaudois.

## Biographie
Protestant, originaire de Corsier-sur-Vevey, bourgeois d'honneur d'Aarau depuis 1795, il est le fils de Jacob, banneret et assesseur baillival de Vevey, et de Marianne Fellenberg. Il épouse Julie Hunziker.
Il est juge au consistoire entre 1789 et 1798 ainsi que délégué à la Diète[Laquelle ?] en 1798. Daniel Emmanuel Couvreu de Deckersberg est le premier président de la municipalité de Vevey en 1799. Lors de la création du canton de Vaud, il est membre du Petit Conseil entre 1803 et 1806 et député au Grand Conseil du canton de Vaud entre 1803 et 1830. Il devient également syndic de Vevey, juge au tribunal de canton et juge de paix du cercle de Vevey en 1806.